# Балтык
«Балтык» (пол. Bałtyk Gdynia) — польский футбольный клуб из Гдыни, выступающий во Третьей лиге.

## История
Клуб основан строителями и безработными гдыньского района Грабувек в 1930 году. Первым президентом организации стал Казимеж Вернер. В межвоенные времена клуб играл важную роль в популяризации футбола среди рабочих балтийского побережья Польши. Однако дальнейшее развитие было прервано Второй мировой войной. Судьбы многих деятелей клуба того времени до сих пор неизвестны.
Первым заметным успехом команды после войны стал выход во Вторую лигу в 1959 году. Достижение стало первым подобным случаем для футболистов из Гдыни. 1980 год стал ещё более значимым в истории клуба и города: спортсмены вышли в высший дивизион и выступали там на протяжении семи сезонов. На те годы также пришлось участие в кубке Интертото. В 90-е годы XX века клуб испытывал финансовые и организационные трудности. В 2009 году команда вышла во Вторую лигу, где выступает и поныне.

## Выступления
| Сезон   | Лига                                                      | Позиция | Очки | Голы  | Примечания                                                      |
| ------- | --------------------------------------------------------- | ------- | ---- | ----- | --------------------------------------------------------------- |
| 2001/02 | Четвёртая (группа Поморского воеводства)                  | 4       | 50   | 68:52 |                                                                 |
| 2002/03 | Четвёртая (группа Поморского воеводства)                  | 11      | 44   | 46:47 |                                                                 |
| 2003/04 | Четвёртая (группа Поморского воеводства)                  | 14      | 43   | 46:39 | победа над командой «Вежица» (Пельплин) в плей-офф за выживание |
| 2004/05 | Четвёртая (группа Поморского воеводства)                  | 2       | 61   | 54:41 |                                                                 |
| 2005/06 | Четвёртая (группа Поморского воеводства)                  | 6       | 57   | 67:47 |                                                                 |
| 2006/07 | Четвёртая (группа Поморского воеводства)                  | 3       | 67   | 81:46 |                                                                 |
| 2007/08 | Четвёртая (группа Поморского воеводства)                  | 2       | 75   | 72:33 |                                                                 |
| 2008/09 | Третья (группа Поморского и Западно-Поморского воеводств) | 1       | 63   | 58:22 | повышение                                                       |
| 2009/10 | Вторая (западная группа)                                  | 11      | 41   | 44:38 |                                                                 |
| 2010/11 | Вторая (западная группа)                                  |         |      |       |                                                                 |

| Цветами обозначены    |
| --------------------- |
| Третий уровень лиг    |
| Четвёртый уровень лиг |